# Barea omophaea
Barea omophaea is een vlinder uit de familie van de sikkelmotten (Oecophoridae). De wetenschappelijke naam van de soort werd in 1941 als Chezala omophaea gepubliceerd door Alfred Jefferis Turner.